# Korte sikkelwants
De korte sikkelwants (Nabis brevis) is een wants uit de familie sikkelwantsen (Nabidae).

## Uiterlijk
De korte sikkelwants is grijsbruin en heeft bijna volledig ontwikkelde (submacropteer) vleugels. Het achterlijf is wat kort. (brevis = kort) De lichaamslengte is 6 tot 7 millimeter.

## Verspreiding en levenswijze
De soort leeft in Europa (niet op het Iberisch Schiereiland), Azië tot in Siberië en Mongolië. Hij wordt gevonden op droge, zandige en kruidenrijke biotopen. In Nederland wordt hij alleen gevonden in het zuiden en zuidoosten.
Hij is roofzuchtig en voedt zich met insecten. De volwassen wantsen overwinteren. De soort kent één generatie per jaar. De eieren worden in grasstengels afgezet. Vanaf juli verschijnt er een nieuwe generatie volwassen korte sikkelwantsen.